# لحظه‌ای که قلب می‌درخشد
لحظه‌ای که قلب می‌درخشد (کره‌ای: 하트가 빛나는 순간) مجموعه تلویزیونی ساخت کره جنوبی است که از ۲۸ سپتامبر ۲۰۲۱ تا ۲۱ دسامبر ۲۰۲۱ از شبکه ای‌بی‌اس۱ پخش شد.

## خلاصه داستان
این یک مجموعه آموزشی سواد دیجیتال درباره نوجوانانی است که در دوره‌ای زندگی می‌کنند که در آن ارزش یک فرد با تعداد «قلب‌های» اس‌ان‌اس تعیین می‌شود و در محاصره دنیای دیجیتال زندگی می‌کنند.

## بازیگران

### نقش اصلی
- چوی جی-سو در نقش چوی بیت-نارا
- اوه جه-وونگ در نقش سو جون-یانگ
- جونگ سو-بین در نقش چا سوک-جین
- شین سو-هیون در نقش هان چو-هیون